# Kalirejo (Grabag)
Kalirejo is een bestuurslaag in het regentschap Purworejo van de provincie Midden-Java, Indonesië. Kalirejo telt 683 inwoners (volkstelling 2010).